# Väinö Ikonen
Väinö Ikonen   (Tuusniemi, 5 d'octubre de 1895 - Hèlsinki, 10 de febrer de 1954) va ser un lluitador finlandès, especialista en lluita grecoromana, que va competir a començaments del segle xx.
Abans de dedicar-se a la lluita destacà com a saltador amb perxa i el 1916 fou tercer al campionat finlandès de la modalitat. El 1924 va prendre part en els Jocs Olímpics de París, on guanyà la medalla de bronze en la competició del pes gall del programa de lluita.
El 1921 havia guanyat la medalla d'or del pes gall de lluita grecoromana al Campionat del Món. A nivell nacional guanyà dos títols, el 1922 en pes ploma i el 1924 en pes gall. En retirar-se passà a exercir d'entrenador i àrbitre de lluita.